# فلاديمير بيريشيتش
فلاديمير بيريشيتش (من مواليد 1976 في بلغراد) هو مخرج سينمائي صربي.
درس الإخراج السينمائي في كلية الفنون المسرحية ببلغراد من 1995 إلى 97، ومن 1997 إلى 1999 درس الأدب الحديث في جامعة باريس. أقام في باريس ودرس السينما من 1999 إلى 2003 في La Fémis (المدرسة الوطنية العليا لصناعات السينما والتلفزيون).
اختير فيلمه الذي أنتجه للتخرج Dremano oko (2003) ومدّته 31 دقيقة للمشاركة في مهرجان كان. وكان فيلم"أشخاص عاديون" (2009)، الذي شاركته كتابته أليس وينوكور، أول فيلم روائي طويل وجودي مشهور له، تدور قصته حول سبعة جنود أرسلوا إلى مزرعة مهجورة ولم تتوفر لهم معلومات باستثناء أمر بإطلاق النار على شخصين لم يلتقوا بهما من قبل. فاز الفيلم بجائزة أفضل فيلم في مهرجان سراييفو السينمائي لعام 2009 (فاز ريلجا بوبوفيتش بجائزة أفضل ممثل) وجائزة سينيوروبا لأفضل فيلم أوروبي في مهرجان ميامي السينمائي الدولي في عام 2010.

## فيلموغرافيا
- 1996 نوفمبر
- 2002 كيلهاوس
- 2003 دريمانو أوكو
- 2009 أناس عاديون
- 2014 جسور سراييفو

## روابط خارجية
- فلاديمير بيريشيتش في قاعدة بيانات الأفلام على الإنترنت